# Len (группа)
Len — канадская группа из Торонто, исполняющая альтернативный рок, получила известность благодаря синглу «Steal My Sunshine». Эта песня, выпущенная в 1999 году, стала единственным хитом группы.

## История группы
В состав Len входят близнецы Марк Костансо (вокал, гитара) и Шерон Костансо (вокал, бас-гитара). Марк и Шерон родились 1 августа 1972 года, и имеют британские и итальянские корни.
Первый альбом, «Superstar», группа выпустила в 1995 году, а в 1996 появился альбом «Get Your Leg’s Broke», с оригинальными инновационными видеоклипами собственного производства. До подписания договора с «Emi Publishing» Марк и Шерон Констансо сами снимали видеоклипы и оформляли альбомы. Кроме того, они основали журнал для скейтеров «Wise». В 2002 году вышел ещё один альбом — «We Be Who We Be», а в 2005 — «The Diary of the Madmen». Среди синглов группы следует упомянуть «Feelin’ Alright», «Kids in America» и получивший награды Best Video, Best Canadian Video, а также Best Pop Video «Steal My Sunshine», поставивший Len в первую десятку хитов Канады, США и Великобритании. Песня также послужила саундтреком к фильму «Go!». Марк Костансо, помимо работы над новыми альбомами группы, занимает пост старшего консультанта в EMI Music Publishing.